# Abasto de Buenos Aires

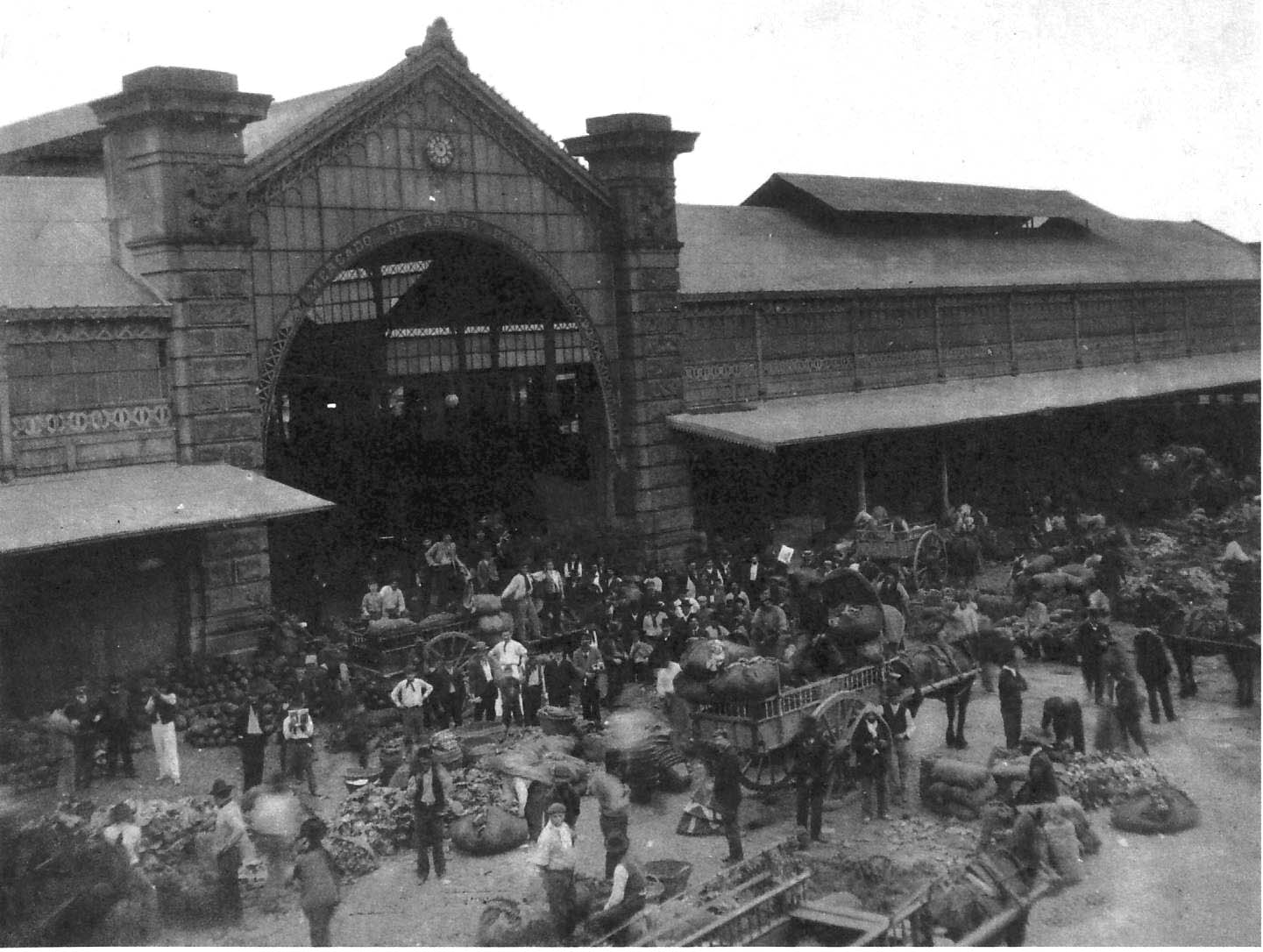
Der Abasto-Markt 1925

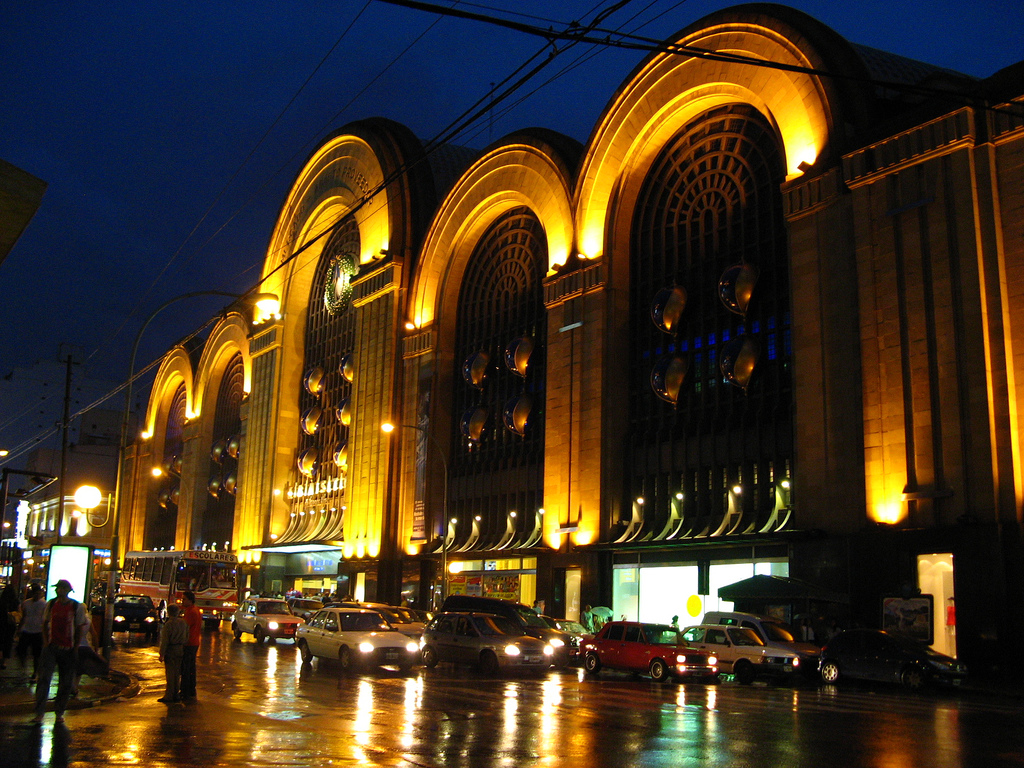
Der Abasto heute

Der Abasto de Buenos Aires war von 1893 bis 1984 der zentrale Obst- und Gemüsegroßmarkt in der argentinischen Hauptstadt Buenos Aires. Seit 1999 dient das Gebäude als Einkaufszentrum. Auch die umliegende Gegend, ein Ortsteil von Balvanera, ist unter den Einheimischen als Abasto bekannt.

## Geschichte
Gegen Ende des 19. Jahrhunderts wuchs Buenos Aires aufgrund der großen Anzahl europäischer Einwanderer sehr rasch an. Nach dem Abriss des Mercado Modelo nahe der Plaza de los Dos Congresos versprachen die Brüder Devoto am 16. August 1888 den Bau eines neuen Marktes auf einem Grundstück in Balvanera, das sie 1875 erstanden hatten. Dieses Grundstück lag in der Nähe einer Strecke der Bahngesellschaft Ferrocarril Domingo Faustino und auf halbem Wege zwischen La Boca und Olivos, beides wichtige Standorte für den Obst- und Gemüseanbau in der Region.
Die Stadtregierung akzeptierte den Bauantrag der Devotos am 29. November 1888 und beschloss den Bau eines Mercado Central de Abasto auf 25.000 m² zwischen der Avenida Corrientes, der Lavalle-Straße, Anchorena-Straße und Laprida-Straße. Der Markt war dem Verkauf von Obst, Gemüse und anderen Lebensmitteln, ausgenommen Fleisch, vorbehalten.
Die Markthändler des alten Mercado Modelo gründeten daraufhin 1889 die Sociedad Anónima Mercado de Abasto Proveedor (Anonyme Gesellschaft der Abasto-Markt-Händler). Diese kaufte von den Gebrüdern Devoto das Land und die Konzession zur Errichtung des Abasto-Marktes. Mit dem Bau wurde begonnen, kurz nachdem der damalige Bürgermeister Francisco Seeber dem Verkauf zustimmte. Am 1. April 1893 wurde das erste Teilstück mit einer Fläche von 1.300 m² eingeweiht.
Zehn Jahre später wurden ein Kühlraum und eine Eisfabrik eröffnet, um dem damaligen Hygienestandard zu entsprechen. Mit der steigenden Bevölkerungszahl und Käufernachfrage wurde der Bau eines Parkplatzes für Pferde und Fahrzeuge notwendig. 1928 kam ein Anbau für Einzelhändler zwischen den Straßen Guardia Vieja, Lavalle, Gallo und Bustamante hinzu.
Die weiter steigenden Kundenzahlen führten zu einer Überfüllung der Märkte der Stadt, so dass die Architekten José Luis Delpini, Viktor Sulčič und Raúl Bes eine neue Markthalle für Abasto entwarfen. Die Bauarbeiten begannen am 28. Dezember 1931 und endeten 1934. Der neue Abasto-Markt hatte eine Fläche von 44.000 m², Zugang zur U-Bahn und eine Tiefgarage. Ab 1939 wurde auch der Verkauf von Fisch und Fleisch in Abasto gestattet.
Am 14. Oktober 1984 zog der Abasto-Markt zum heutigen Mercado Central außerhalb der Stadt um und die alten Markthallen wurden geschlossen und vernachlässigt. Erst Mitte der 1990er Jahre wurde ein Projekt zum Umbau des Abasto in ein Einkaufszentrum initiiert. 1996 wurde das Gebäude an die IRSA verkauft, die das Gebäude innen und außen restaurierte bzw. entsprechend den neuen Bedürfnissen umwandelte. 1999 wurde das Einkaufszentrum Abasto eröffnet.

## Trivia

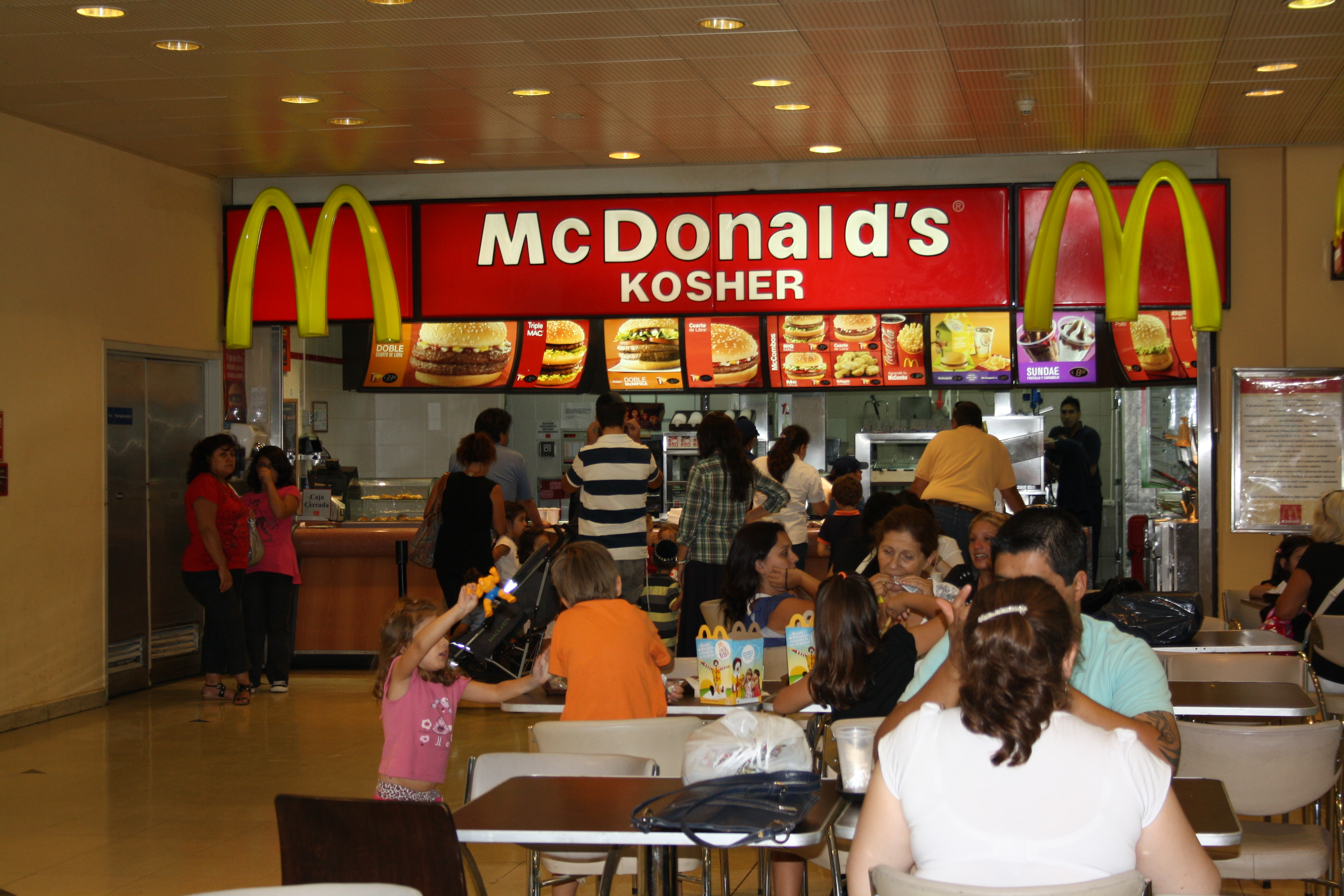
Koscheres McDonald’s-Restaurant im Einkaufszentrum Abasto de Buenos Aires. Samstags (Sabbat) war das Lokal früher geschlossen. Inzwischen hat es durchgehend geöffnet.

Im Einkaufszentrum Abasto in Buenos Aires befindet sich das einzige koschere McDonald’s-Restaurant außerhalb Israels.